# Manafest

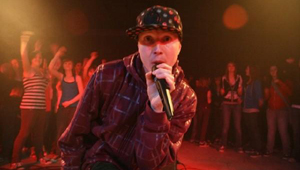
Manafest

Manafest, mit bürgerlichem Namen Chris Greenwood, ist ein christlicher Rapper aus Toronto, Ontario in Kanada.

## Biografie
Nach einem Skaterunfall im Jahr 1998 begann er zu rappen und wurde von Trevor McNevan, Mitglied der kanadischen Band Thousand Foot Krutch, entdeckt. Diese leiteten ihn an das internationale Label BEC Recordings weiter, wo er sein Album Epiphany veröffentlichte. Bereits zuvor hatte er mehrere Alben im Alleingang herausgebracht. Zentrale Themen von Manafests Liedern sind die Hip-Hop-Kultur und sein Lebensweg mit Gott. Er war in Kanada, den USA, Deutschland und Irland auf Tour.
Zum US-Wahlkampf 2024 hat er seine Unterstützung von Donald Trump zugesagt und dies durch seine christliche Verbundenheit begründet.

## Musikstil
- Westcoast-Hip-Hop
- Nu Metal

## Auszeichnungen
GMA Canada Covenant Awards:
- Modern Rock/Alternative Song Of The Year: Freedom 2002
- Rap/Hip-Hop Album Of The Year: Epiphany 2005
- Rap/Hip Hop Song Of The Year: Let It Go 2005
- Rap/Hip Hop Album Of The Year: Glory 2007
- Rap/Hip Hop Song Of The Year: Bounce 2007

## Diskografie
- Lost & Found: DEMO (2000)
- Overcome: EP (2001)
- Mislead Youth: EP (2001)
- My Own Thing (2003)
- Stones (2017)

Unter dem Label BEC Recordings:
- Epiphany (2005)
- Glory (2006)
- Citizens Activ (2008)
- The Chase (2010)
- Fighter (2012)
- The Moment (2014)
- Reborn (2015)
- I Run With Wolves (2022)